# Kjetil-Vidar Haraldstad
Kjetil-Vidar Haraldstad (conhecido pelo pseudônimo Frost), nascido em 28 de junho de 1973 em Øyer, Oppland, Noruega, é o baterista das bandas de black metal Satyricon e 1349. Frost tocou com as bandas Gorgoroth, Zyklon-B, Gehenna e Keep of Kalessin. Ele juntou-se ao Satyricon temporariamente para gravar a demo The Forest Is My Throne, mas acabou permanecendo na banda.
Foi substituído por Tony Laureano, Joey Jordison e Trym Torson nas turnês estadunidenses do 1349 e do Satyricon.
Frost aparece no documentário Until the Light Takes Us, que fala do cenário do black metal e da vida na Noruega. Ele aparece cuspindo fogo e se cortando com uma faca.
O músico aparece em 5° na lista dos 'Dez Melhores Bateristas de Metal' do site OC Weekly.

## Discografia

### Satyricon
- 1994 - Dark Medieval Times
- 1994 - The Shadowthrone
- 1996 - Nemesis Divina
- 1997 - Megiddo (EP)
- 1999 - Intermezzo II (EP)
- 1999 - Rebel Extravaganza
- 2001 - Roadkill Extravaganza (DVD)
- 2002 - Volcano
- 2006 - Now, Diabolical
- 2008 - The Age of Nero
- 2013 - Satyricon

### 1349
- 2001 - 1349 EP
- 2003 - Liberation
- 2004 - Beyond The Apocalypse
- 2005 - Hellfire
- 2009 - Revelations of the Black Flame
- 2010 - Demonoir
- 2014 - Massive Cauldron of Chaos

### Keep of Kalessin
- 2003 - Reclaim EP

### Gehenna
- 2005 - WW

### Gorgoroth
- 1996 - Antichrist
- 2006 - Ad Majorem Sathanas Gloriam

### Ov Hell
- 2010 - The Underworld Regime